# Бадлани, Сайяд Кучаки
Сайяд Кучаки Бадлани (англ. Sajjad Kouchaki Badlani) — иранский военачальник, контр-адмирал, командующий Военно-морскими силами ИРИ с 2005 г. по 2007 г..

## Заявления
В марте 2006 года, продолжая политику сдерживания в стратегическом регионе Персидского залива, адмирал Бадлани заявил о создании специалистами Министерства обороны Ирана новой подводной лодки. По словам адмирала, она «способна нести универсальное вооружение для выполнения различных заданий» и будет курсировать в Персидском заливе, к условиям которого она полностью приспособлена.

## Визит в Индию
В марте 2007 года адмирал Бадлани прибыл с 6-дневным рабочим визитом в Дели, где провел встречу со своим индийским коллегой адмиралом Суришем Мехтой. Одной из главный целей визита было обеспечение выполнения пунктов протокола о сотрудничестве, подписанного между двумя странами ещё 4 года назад. В рамках этого протокола, по словам адмирала, планируется создать экспертные группы по развертыванию морских сил двух стран в Оманском море и Индийском океане для противодействия угрозам и терроризму, обмену опытом и технологиями.